# Köprülü Mehmed Pascha

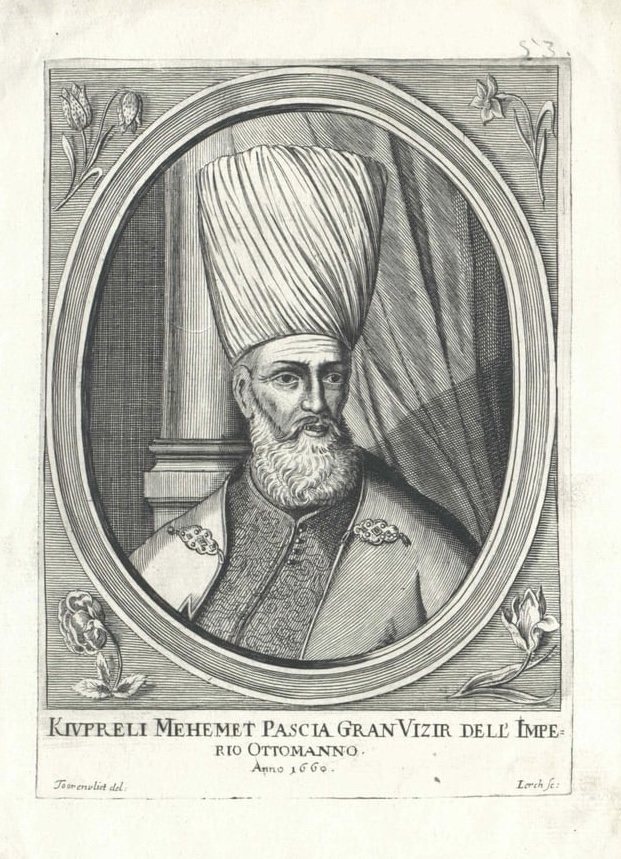
Köprülü Mehmed Pascha.

Köprülü Mehmed Pascha (på albanska Mehmet Pashë Kypriljoti), född omkring 1585 Roshnik i Osmanska Albanien, död 31 oktober 1661 i Edirne, var en osmansk storvesir.
Köprülü ingrep 1656 mot Turkiets begynnande förfall genom att omorganisera flottan och med kraft skapa ordning i förvaltningen. En del av de öar som Republiken Venedig erövrat återtogs av honom.